# Psorophora cyanescens
Psorophora cyanescens är en tvåvingeart som först beskrevs av Daniel William Coquillett 1902.  Psorophora cyanescens ingår i släktet Psorophora och familjen stickmyggor. Inga underarter finns listade i Catalogue of Life.